# Ilenia Nicoli
Ilenia Nicoli (31 marzo 1975) è un'allenatrice di calcio ed ex calciatrice italiana, di ruolo difensore.
Nel corso della sua lunga carriera si è laureata due volte campione d'Italia con il Modena, nei campionati 1996-1997 e 1997-1998, a cui si aggiungono una Coppa Italia, 2001-2002 con il Foroni, e una Supercoppa italiana, nel 1997 con il Modena.
Ha inoltre indossato la maglia della nazionale italiana.

## Carriera

### Club
Ilenia Nicoli si appassiona al calcio fin da giovanissima e, nel ruolo di difensore, inizia a giocare per il Bologna CF con il quale, all'età di 16 anni contribuisce a riportare la società al vertice del campionato italiano dopo lo spareggio promozione con l'Arezzo al termine del campionato di Serie B 1991-1992.
Resta legata alla società bolognese per le due stagioni successive, con la squadra iscritta come Bologna Standa per quella 1993-1994, entrambe giocate in Serie A ed entrambe terminate con un'agevole salvezza, tuttavia con la decisione del lo sponsor Standa di abbandonare il suo supporto economico la società si vede costretta ad iscrivere la squadra alla Serie C Emilia-Romagna svincolando le proprie tesserate.
Per la stagione 1994-1995 Nicoli si trasferisce al Real Saliceta, sezione di calcio femminile dell'omonima polisportiva con sede a Baggiovara, frazione del comune, con la quale raggiunse il terzo posto del girone A. Nell'estate 1995 il "Real Saliceta" si fuse con il "Calcio Femminile Modena", dando origine al "Modena Calcio Femminile Forese Nord". Nicoli decide di rimanere legata alla nuova società che, al termine del campionato di Serie B 1995-1996 vinse il girone B assicurandosi il passaggio di livello, tuttavia problemi finanziari misero a repentaglio l'iscrizione al campionato di Serie A 1996-1997 riuscendoci grazie ad un appello sul quotidiano locale Gazzetta di Modena e Nadia Melargo.
Poco prima della chiusura delle iscrizioni, nell'agosto 1996 l'imprenditore Massimo Maramotti decise non solo di farsi carico della situazione ma anche di allestire in poco tempo, affiancando agli elementi migliori della precedente, compresa Nicoli, una rosa composta di calciatrici di qualità provenienti dalla squadra campione uscente Verona CF e di ruolo della nazionale di calcio femminile, quali Carolina Morace, Patrizia Panico, Manuela Tesse, Federica D'Astolfo, Florinda Ciardi e Stefania Antonini.
Al primo anno nella Serie A, con la squadra affidata al tecnico Maurizio Berselli (Baffo), Nicoli e compagne si aggiudicano lo scudetto 1996-1997, grazie alle 49 reti siglate dalla capocannoniera Morace, oltre che della prima edizione della Supercoppa italiana.

Modena Amadio nel 1997

Nicoli rimane legata alla società per le due stagioni successive, la prima, con la squadra sponsorizzata Amadio, assicurandosi il suo secondo scudetto al termine del campionato 1997-1998, dopo lo spareggio vinto 2-0 contro il Cascine Vica e la seconda, sofferta, che a causa dell'annuncio del ritiro dal calcio giocato di Carolina Morace vede all'inizio l'abbandono del presidente Maramotti e dell'allenatore Berselli e in seguito delle migliori giocatrici, con la squadra, affidata all'allenatore Domenico Cannatello, ridimensionata con l'ingaggio di giocatrici provenienti dalla Serie B. Il Modena Bellentani chiuse al 14º posto della classifica finale di campionato, con la conseguente retrocessione alla Serie B, tuttavia, per motivi finanziari, il club non si iscrisse al campionato. Nei tre campionati disputati Nicoli marca 71 presenze siglando una rete.
Durante il calciomercato estivo 1999 si trasferisce al Foroni neopromosso in Serie A, squadra con la quale dopo aver concluso al settimo posto il campionato 1999-2000, la stagione successiva conquista il secondo posto in campionato, per ripetere un campionato di vertice anche in Serie A 2001-2002, condividendo a pari punti con la Ruco Line Lazio il primo posto. Lo scudetto, assegnato nello spareggio di Pisa dell'11 maggio 2002, vede le biancazzurre aggiudicarsi il titolo di campione d'Italia solo ai tiri di rigore, tuttavia pochi giorni più tardi entrambe le squadre si ritrovarono a Senigallia per disputare la finale della Coppa Italia, sfida che vide il Foroni vincere grazie alla rete realizzata da Chiara Gazzoli al 53' e conquistare il suo primo trofeo, e per Nicoli la prima Coppa Italia di categoria.
Per la stagione 2003-2004 veste la maglia del Bardolino Verona 83 per il suo ultimo campionato in Serie A sotto la guida del tecnico Walter Bucci.
La successiva sessione di calciomercato vede Nicoli sposare la causa del Montale 2000, neopromosso in Serie A2, società con sede a Montale Rangone, squadra che però non si rivela sufficientemente competitiva chiudendo il campionato all'ultimo posto del girone A e retrocedendo nuovamente in Serie B.

## Palmarès
- Campionato italiano: 2

Modena: 1996-1997, 1997-1998
- Campionato italiano di Serie B: 2

Bologna: 1991-1992
Modena Forese Nord: 1995-1996
- Coppa Italia: 1

Foroni: 2001-2002
- Supercoppa italiana: 1

Modena: 1997